# EnGarde Secure Linux
EnGarde Secure Linux est une distribution GNU/Linux éditée par la société Guardian Digital. Elle est orientée serveur et fournit des services web, DNS et email très robustes, avec une configuration très simple pour l'utilisateur. EnGarde offre la détection intégrée d'intrusion, des dispositifs avancés de sécurité noyau et réseau, et des rapports graphiques. Tout est piloté par "Guardian Digital WebTool", une interface de management html simplifiée.

## Fonctionnalités
(liste traduite du site web de la société) :
- Administration à distance simple et sûre
- Puissante détection d'intrusion
- Services réseau robustes
- Support et alertes intégrés
- Web, email, DNS et ftp sûrs et rapides
- Firewall et Gateway
- Monitoring du système
- Protection contre la perte de données
- Centre de contrôle de sécurité
- Conçu pour être sûr et robuste
- Réduit de manière significative des coûts de soutien